# 峰步美
峰步美（日语：／ Mine Ayumi，1992年7月15日—），已退役日本女子羽毛球运动员，曾為日本國家羽毛球隊（B隊）成員。愛知縣刈谷市出生，畢業於刈谷市立刈谷東中学校及岡崎城西高校，曾隸屬於瑞薩電子公司，後移籍至再春館製藥所羽毛球隊，隊員編號2號。

## 簡歷
2012年3月，峰步美先後出戰羅馬尼亞國際賽及越南國際挑戰賽，但都在決賽中落敗，屈居亞軍。
2016年6月，峰步美出戰西班牙羽毛球公開賽，在女單決賽以2比0（21-17、21-13）擊敗西班牙的比阿特丽斯·科拉莱斯，贏得冠軍。7月，出戰美國羽毛球公開賽，在女單決賽激战三局以2比1（16-21、21-11、21-15）擊敗队友川上紗惠奈，贏得冠軍。
2020年3月25日，再春管製藥所發布峰步美的退役消息。

## 主要比賽成績
只列出曾進入準決賽的國際賽事成績：
| 年份   | 賽事                 | 公開賽級別 | 項目     | 成績   |
| ------ | -------------------- | ---------- | -------- | ------ |
| 2012年 | 羅馬尼亞羽毛球國際賽 | 國際系列賽 | 女子單打 | 亞軍   |
| 2012年 | 越南羽毛球國際挑戰賽 | 國際挑戰賽 | 女子單打 | 亞軍   |
| 2014年 | 大阪羽毛球國際挑戰賽 | 國際挑戰賽 | 女子單打 | 準決賽 |
| 2014年 | 紐西蘭羽毛球大獎賽   | 大獎賽     | 女子單打 | 準決賽 |
| 2014年 | 韓國羽毛球大獎賽     | 大獎賽     | 女子單打 | 準決賽 |
| 2015年 | 大阪羽毛球國際挑戰賽 | 國際挑戰賽 | 女子單打 | 準決賽 |
| 2016年 | 西班牙羽毛球國際賽   | 國際挑戰賽 | 女子單打 | 冠軍   |
| 2016年 | 美國羽毛球黃金大獎賽 | 黃金大獎賽 | 女子單打 | 冠軍   |
| 2016年 | 越南羽毛球大獎賽     | 大獎賽     | 女子單打 | 亞軍   |
| 2016年 | 中華台北羽毛球大師賽 | 大獎賽     | 女子單打 | 冠軍   |
| 2017年 | 中國羽毛球國際挑戰賽 | 國際挑戰賽 | 女子單打 | 準決賽 |
| 2018年 | 大阪羽毛球國際挑戰賽 | 國際挑戰賽 | 女子單打 | 冠軍   |
| 2018年 | 澳洲羽毛球公開賽     | 超級300賽  | 女子單打 | 亞軍   |
| 2018年 | 秋田羽毛球大師賽     | 超級100賽  | 女子單打 | 準決賽 |
| 2018年 | 南澳洲羽毛球國際賽   | 國際挑戰賽 | 女子單打 | 亞軍   |
| 2018年 | 雪梨羽毛球國際賽     | 國際系列賽 | 女子單打 | 冠軍   |
| 2018年 | 澳門羽毛球公開賽     | 超級300賽  | 女子單打 | 準決賽 |
| 2019年 | 美國羽毛球公開賽     | 超級300賽  | 女子單打 | 準決賽 |

| 2007-2017年 | 首要超級賽 | 超級賽 | 黃金大獎賽 | 大獎賽 | 國際挑戰賽 | 國際系列賽 | 未來系列賽 | 其他 |

| 2018-2026年 | 總決賽 | 超級1000賽 | 超級750賽 | 超級500賽 | 超級300賽 | 超級100賽 | 國際挑戰賽 | 國際系列賽 | 未來系列賽 | 其他 |